# Биометријска криптографија
Оригинални концепт биометријске криптографије је примењен над отисцима прстију 1994. год. Пионир у овој области био је Џорџ Томко, оснивач Mytec tehnologies, Торонто, Канада. Од тада многе истраживачке групе су учествовале у развоју ове области као и других сродних технологија. Поред назива биометријска криптографија, коришћени су и други називи за ову технологију, као што су: биометријски крипто системи, приватни обрасци (енгл. private template), биометријско закључавање (енгл. biometric locking), сигурна скица (енгл. secure sketch), биометријско везивање кључева (енгл. fuzzy commitment scheme, fuzzy vault), биометријско генерисање кључева (енгл. biometric key generation), виртуелни ПИН (енгл. virtual PIN), биометријски потпис (енгл. biometric signature) и биометријско хешовање (енгл. bioHashing).
Биометријска криптографија може да се дефинише, у основи, као процес који користи ПИН, лозинку или криптолошки кључ у комбинацији са биометријским подацима, на такав начин да оригинални биометријски подаци, нити кључ не могу бити откривени или регенерисани на основу референтног податка који је предвиђен за складиштење. Ово би значило да је могуће са посебно дизајнираним алгоритмима поновити или регенерисати оригинални кључ са новим биометријским обрасцем без складиштења првог генерисаног биометријског обрасца у почетној фази генерисања биометријског кључа. Два биометријска обрасца не морају да буду идентична. Важно је да оба обрасца потичу од истог биометријског извора да би било могуће регенерисати кључ. Коришћењем ове технике могуће је направити одређен компромис између биометријске варијабилности и захтеване криптографске прецизности.
Биометријска криптографија и сродне технологије су створиле интересовање главних академских истраживачких центара специјализованих за биометрију попут државног универзитета Мичиген, универзитета у Вирџинији, универзитета Карнеги Мелон у Кембриџу (Уједињено Краљевство) и универзитета у Болоњи (Италија). Међу садашњим лидерима у индустрији налазе се IBM T.J. Watson Research Center, RSA Laboratories, Lucent Technologies, Sandia National Laboratories и Phi-lips Research. Применом технологије за биометријску криптографију постигнут је огроман потенцијал за побољшање приватности и информационе безбедности. Кључне предности, као и значај ове технологије су наведене у наставку.
Код биометријских система строго је забрањено чување биометријских образаца у базама података. Ово је регулисано законима за заштиту приватности код употребе биометријских система. Захтевана је минимизација података, преко које се смањује количина личних података. Ово је постигнуто генерисањем независних референтних података који не одају оригиналне биометријске податке. Безбедносни проблеми више су присутни на страни база података за складиштење биометрије, због страха од злоупотребе (крађа, пресретање, замене и друго).
Биометријска криптографија омогућава корисницима вишеструку употребу биометријских образаца. Уколико је један налог компромитован, значајно су смањене шансе за компромитовање других налога за приступ другим сервисима. Са друге стране, обезбеђена је могућност поновног генерисања на основу оригиналне биометрије, као и повлачење референтних података из употребе. Традиционални биометријски системи не поседују наведене могућности.
Повећана је безбедност код сервиса аутентификације, тако што је остварена чврста веза између аутентификатора (корисника) и корисничког налога за приступ одређеном сервису. Обезбеђена је заштита лозинки и кључева креирањем референтних података. У моменту представљања лозинке или кључа, захтевана је оригинална биометрија и референтни податак. Нападач нема могућност да добије кључ на основу референтног податка, као ни информацију о биометрији корисника сервиса.
Биометријска криптографија повећава безбедност личних података и комуникацију. Корисници система за биометријску криптографију могу да искористе погодност и једноставност дате технологије за криптографску заштиту личних података. Обзиром да је природа извора кључа лична и на страни појединца, ова чињеница представља моћан алат за широку примену криптографске заштите.
Биометријском криптографијом се стиче јавно поверење које је неопходно за успех сваког биометријског система. Политика управљања подацима и процедуре могу да иду далеко онолико колико се негује поверење у јавности. Биометријски систем мора да обезбеди елементе приватности, поверења и безбедности. Ово су кључни елементи који утичу на његову прихватљивост. То значи да биометријски подаци морају да буду стављени под искључиву контролом појединца, као и да је обезбеђен висок ниво заштите приватности и података.